# CD300E
CD300E (англ. CD300e molecule) – білок, який кодується однойменним геном, розташованим у людей на 17-й хромосомі. Довжина поліпептидного ланцюга білка становить 205 амінокислот, а молекулярна маса — 22 918.
| 10         |  | 20         |  | 30         |  | 40         |  | 50         |
| ---------- |  | ---------- |  | ---------- |  | ---------- |  | ---------- |
| MWLLPALLLL |  | CLSGCLSLKG |  | PGSVTGTAGD |  | SLTVWCQYES |  | MYKGYNKYWC |
| RGQYDTSCES |  | IVETKGEEKV |  | ERNGRVSIRD |  | HPEALAFTVT |  | MQNLNEDDAG |
| SYWCKIQTVW |  | VLDSWSRDPS |  | DLVRVYVSPA |  | ITTPRRTTHP |  | ATPPIFLVVN |
| PGRNLSTGEV |  | LTQNSGFRLS |  | SPHFLLVVLL |  | KLPLLLSMLG |  | AVFWVNRPQW |
| APPGR      |  |            |  |            |  |            |  |            |

A: Аланін

C: Цистеїн

D: Аспарагінова кислота

E: Глутамінова кислота

F: Фенілаланін

G: Гліцин

H: Гістидин

I: Ізолейцин

K: Лізин

L: Лейцин

M: Метіонін

N: Аспарагін

P: Пролін

Q: Глутамін

R: Аргінін

S: Серин

T: Треонін

V: Валін

W: Триптофан

Кодований геном білок за функцією належить до рецепторів. 
Задіяний у такому біологічному процесі, як імунітет. 
Локалізований у клітинній мембрані, мембрані.